# Harald Halvorsen
Harald Halvorsen (Oslo, 1878. november 16. – Oslo, 1965. augusztus 11.) olimpiai bajnok és ezüstérmes norvég tornász.
Az 1906. évi nyári olimpiai játékokon indult tornában és összetett csapatversenyben aranyérmes lett.
Az 1908. évi nyári olimpiai játékokon is versenyzett tornában. Ekkor összetett csapatversenyben ezüstérmes lett.
Klubcsapata az Oslo Turnforening volt.